# Mogens Herman Hansen
Mogens Herman Hansen   (Frederiksberg, 20 d'agost de 1940 - 22 de juny de 2024) va ser un filòleg clàssic, especialista en la democràcia atenesa i en la polis.

## Biografia
Va obtenir el doctorat en la Universitat de Copenhaguen el 1967. Els següents anys va treballar en la mencionada universitat. Ha escrit llibres sobre la democràcia atenesa. De 1993 a 2005 va ser director del Copenhagen Polis Centre.
Va ser professor invitat (Visiting Fellow) en la Universitat de Melbourne, Universitat de Colúmbia Britànica, Wolfson College (Universitat de Cambridge), Universitat de Princeton, i el Churchill College (Cambridge). Va ser membre de la Reial Acadèmia Danesa de Ciències i Lletres, de l'Institut Alemany d'Arqueologia i de l'Acadèmia Britànica. El juny de 2010 Mogens Herman Hansen es va retirar després de 40 anys en la Universitat de Copenhagen.

## Principals obres
- Antifons taler (1969)
- Det Athenske Demokrati i 4. årh. f. Kr. bind 1-6 (1977-1981)
- The Athenian Democray in the Age of Demosthenes (1991)
- Acts of the Copenhagen Polis Centre I-VII (1993-2005)
- Papers from the Copenhagen Polis Centre I-VII (1994-2004)
- Inventory of Archaic and Classical Poleis (2004)
- Demokrati som styreform og som ideologi (2010)
- Demokratiets historie fra oldtid til nutid (2012)